# Morti nel 1019
| Questa pagina contiene informazioni ricavate automaticamente dalle voci biografiche con l'ausilio del template Bio e di un bot. L'aggiornamento è periodico e automatico e ricostruisce completamente la pagina. Se manca una persona in questa lista, sei pregato di non aggiungerla, ma accertati piuttosto che la sua voce biografica contenga il template Bio e che i dati anagrafici siano correttamente compilati. Se il template Bio manca, inseriscilo tu stesso o, in alternativa, metti l'avviso {{tmp\|Bio}} che ne segnala la mancanza. Se i dati riportati sono sbagliati, correggi direttamente la voce biografica; le modifiche saranno visibili in questa lista entro pochi giorni. Per chiarimenti vedi il progetto biografie. La lista contiene solo le 6 persone che sono citate nell'enciclopedia e per le quali è stato implementato correttamente il template Bio. Pagina aggiornata al 19 ott 2024. |

- 19 giugno - Giovanni IV di Ravenna, patriarca cattolico italiano
- 24 luglio - Svjatopolk I di Kiev, principe
- 6 ottobre - Federico di Lussemburgo, nobile tedesco
- Mstislaw, sovrano obodrita
- Sergio II di Costantinopoli, vescovo bizantino
- Minamoto no Michinari, poeta giapponese